# Брабеца тема
Те́ма Брабеца — тема в шаховій композиції. Суть теми — циклічне чергування захисних мотивів (захисних тактичних ідей), як мінімум при двох захистах чорних, і не менш, ніж у трьох фазах.

## Історія
Цю ідею запропонував у 1970 році словацький шаховий композитор Юрай Брабец (26.05.1938).
Задача повинна мати, щонайменше три фази. Якщо позначити кожну тактичну ідею буквою, то циклічне чергування тактичних ідей повинно пройти по алгоритму — АВ-ВС-СА. В задачі, приведеній нижче, проходять по циклу тактичні ідеї: перша фаза — прямий захист і розв'язування, друга фаза — розв'язування і перекриття, третя фаза — перекриття і прямий захист.
Ідея дістала назву тема Брабеца. Для вираження ідеї зміна матів не вимагається і захисти чорних в кожній фазі можуть бути або одні і ті ж, або мінятися, якщо ж така гра присутня, то буде додатково виражено ще й інші теми, тобто буде виражено синтез тем.
|   | a | b | c | d | e | f | g | h |   |
| 8 | c8 білий слон · g8 біла тура · c7 чорний пішак · e7 білий кінь · f7 білий кінь · g7 чорний слон · h7 чорний пішак · d5 білий пішак · h5 білий король · c4 біла тура · e4 чорний слон · f4 чорний король · e3 чорна тура · f3 чорний пішак · h3 чорний кінь · f2 чорна тура · h2 білий пішак · c1 білий ферзь · e1 білий слон | c8 білий слон · g8 біла тура · c7 чорний пішак · e7 білий кінь · f7 білий кінь · g7 чорний слон · h7 чорний пішак · d5 білий пішак · h5 білий король · c4 біла тура · e4 чорний слон · f4 чорний король · e3 чорна тура · f3 чорний пішак · h3 чорний кінь · f2 чорна тура · h2 білий пішак · c1 білий ферзь · e1 білий слон | c8 білий слон · g8 біла тура · c7 чорний пішак · e7 білий кінь · f7 білий кінь · g7 чорний слон · h7 чорний пішак · d5 білий пішак · h5 білий король · c4 біла тура · e4 чорний слон · f4 чорний король · e3 чорна тура · f3 чорний пішак · h3 чорний кінь · f2 чорна тура · h2 білий пішак · c1 білий ферзь · e1 білий слон | c8 білий слон · g8 біла тура · c7 чорний пішак · e7 білий кінь · f7 білий кінь · g7 чорний слон · h7 чорний пішак · d5 білий пішак · h5 білий король · c4 біла тура · e4 чорний слон · f4 чорний король · e3 чорна тура · f3 чорний пішак · h3 чорний кінь · f2 чорна тура · h2 білий пішак · c1 білий ферзь · e1 білий слон | c8 білий слон · g8 біла тура · c7 чорний пішак · e7 білий кінь · f7 білий кінь · g7 чорний слон · h7 чорний пішак · d5 білий пішак · h5 білий король · c4 біла тура · e4 чорний слон · f4 чорний король · e3 чорна тура · f3 чорний пішак · h3 чорний кінь · f2 чорна тура · h2 білий пішак · c1 білий ферзь · e1 білий слон | c8 білий слон · g8 біла тура · c7 чорний пішак · e7 білий кінь · f7 білий кінь · g7 чорний слон · h7 чорний пішак · d5 білий пішак · h5 білий король · c4 біла тура · e4 чорний слон · f4 чорний король · e3 чорна тура · f3 чорний пішак · h3 чорний кінь · f2 чорна тура · h2 білий пішак · c1 білий ферзь · e1 білий слон | c8 білий слон · g8 біла тура · c7 чорний пішак · e7 білий кінь · f7 білий кінь · g7 чорний слон · h7 чорний пішак · d5 білий пішак · h5 білий король · c4 біла тура · e4 чорний слон · f4 чорний король · e3 чорна тура · f3 чорний пішак · h3 чорний кінь · f2 чорна тура · h2 білий пішак · c1 білий ферзь · e1 білий слон | c8 білий слон · g8 біла тура · c7 чорний пішак · e7 білий кінь · f7 білий кінь · g7 чорний слон · h7 чорний пішак · d5 білий пішак · h5 білий король · c4 біла тура · e4 чорний слон · f4 чорний король · e3 чорна тура · f3 чорний пішак · h3 чорний кінь · f2 чорна тура · h2 білий пішак · c1 білий ферзь · e1 білий слон | 8 |
| 7 | c8 білий слон · g8 біла тура · c7 чорний пішак · e7 білий кінь · f7 білий кінь · g7 чорний слон · h7 чорний пішак · d5 білий пішак · h5 білий король · c4 біла тура · e4 чорний слон · f4 чорний король · e3 чорна тура · f3 чорний пішак · h3 чорний кінь · f2 чорна тура · h2 білий пішак · c1 білий ферзь · e1 білий слон | c8 білий слон · g8 біла тура · c7 чорний пішак · e7 білий кінь · f7 білий кінь · g7 чорний слон · h7 чорний пішак · d5 білий пішак · h5 білий король · c4 біла тура · e4 чорний слон · f4 чорний король · e3 чорна тура · f3 чорний пішак · h3 чорний кінь · f2 чорна тура · h2 білий пішак · c1 білий ферзь · e1 білий слон | c8 білий слон · g8 біла тура · c7 чорний пішак · e7 білий кінь · f7 білий кінь · g7 чорний слон · h7 чорний пішак · d5 білий пішак · h5 білий король · c4 біла тура · e4 чорний слон · f4 чорний король · e3 чорна тура · f3 чорний пішак · h3 чорний кінь · f2 чорна тура · h2 білий пішак · c1 білий ферзь · e1 білий слон | c8 білий слон · g8 біла тура · c7 чорний пішак · e7 білий кінь · f7 білий кінь · g7 чорний слон · h7 чорний пішак · d5 білий пішак · h5 білий король · c4 біла тура · e4 чорний слон · f4 чорний король · e3 чорна тура · f3 чорний пішак · h3 чорний кінь · f2 чорна тура · h2 білий пішак · c1 білий ферзь · e1 білий слон | c8 білий слон · g8 біла тура · c7 чорний пішак · e7 білий кінь · f7 білий кінь · g7 чорний слон · h7 чорний пішак · d5 білий пішак · h5 білий король · c4 біла тура · e4 чорний слон · f4 чорний король · e3 чорна тура · f3 чорний пішак · h3 чорний кінь · f2 чорна тура · h2 білий пішак · c1 білий ферзь · e1 білий слон | c8 білий слон · g8 біла тура · c7 чорний пішак · e7 білий кінь · f7 білий кінь · g7 чорний слон · h7 чорний пішак · d5 білий пішак · h5 білий король · c4 біла тура · e4 чорний слон · f4 чорний король · e3 чорна тура · f3 чорний пішак · h3 чорний кінь · f2 чорна тура · h2 білий пішак · c1 білий ферзь · e1 білий слон | c8 білий слон · g8 біла тура · c7 чорний пішак · e7 білий кінь · f7 білий кінь · g7 чорний слон · h7 чорний пішак · d5 білий пішак · h5 білий король · c4 біла тура · e4 чорний слон · f4 чорний король · e3 чорна тура · f3 чорний пішак · h3 чорний кінь · f2 чорна тура · h2 білий пішак · c1 білий ферзь · e1 білий слон | c8 білий слон · g8 біла тура · c7 чорний пішак · e7 білий кінь · f7 білий кінь · g7 чорний слон · h7 чорний пішак · d5 білий пішак · h5 білий король · c4 біла тура · e4 чорний слон · f4 чорний король · e3 чорна тура · f3 чорний пішак · h3 чорний кінь · f2 чорна тура · h2 білий пішак · c1 білий ферзь · e1 білий слон | 7 |
| 6 | c8 білий слон · g8 біла тура · c7 чорний пішак · e7 білий кінь · f7 білий кінь · g7 чорний слон · h7 чорний пішак · d5 білий пішак · h5 білий король · c4 біла тура · e4 чорний слон · f4 чорний король · e3 чорна тура · f3 чорний пішак · h3 чорний кінь · f2 чорна тура · h2 білий пішак · c1 білий ферзь · e1 білий слон | c8 білий слон · g8 біла тура · c7 чорний пішак · e7 білий кінь · f7 білий кінь · g7 чорний слон · h7 чорний пішак · d5 білий пішак · h5 білий король · c4 біла тура · e4 чорний слон · f4 чорний король · e3 чорна тура · f3 чорний пішак · h3 чорний кінь · f2 чорна тура · h2 білий пішак · c1 білий ферзь · e1 білий слон | c8 білий слон · g8 біла тура · c7 чорний пішак · e7 білий кінь · f7 білий кінь · g7 чорний слон · h7 чорний пішак · d5 білий пішак · h5 білий король · c4 біла тура · e4 чорний слон · f4 чорний король · e3 чорна тура · f3 чорний пішак · h3 чорний кінь · f2 чорна тура · h2 білий пішак · c1 білий ферзь · e1 білий слон | c8 білий слон · g8 біла тура · c7 чорний пішак · e7 білий кінь · f7 білий кінь · g7 чорний слон · h7 чорний пішак · d5 білий пішак · h5 білий король · c4 біла тура · e4 чорний слон · f4 чорний король · e3 чорна тура · f3 чорний пішак · h3 чорний кінь · f2 чорна тура · h2 білий пішак · c1 білий ферзь · e1 білий слон | c8 білий слон · g8 біла тура · c7 чорний пішак · e7 білий кінь · f7 білий кінь · g7 чорний слон · h7 чорний пішак · d5 білий пішак · h5 білий король · c4 біла тура · e4 чорний слон · f4 чорний король · e3 чорна тура · f3 чорний пішак · h3 чорний кінь · f2 чорна тура · h2 білий пішак · c1 білий ферзь · e1 білий слон | c8 білий слон · g8 біла тура · c7 чорний пішак · e7 білий кінь · f7 білий кінь · g7 чорний слон · h7 чорний пішак · d5 білий пішак · h5 білий король · c4 біла тура · e4 чорний слон · f4 чорний король · e3 чорна тура · f3 чорний пішак · h3 чорний кінь · f2 чорна тура · h2 білий пішак · c1 білий ферзь · e1 білий слон | c8 білий слон · g8 біла тура · c7 чорний пішак · e7 білий кінь · f7 білий кінь · g7 чорний слон · h7 чорний пішак · d5 білий пішак · h5 білий король · c4 біла тура · e4 чорний слон · f4 чорний король · e3 чорна тура · f3 чорний пішак · h3 чорний кінь · f2 чорна тура · h2 білий пішак · c1 білий ферзь · e1 білий слон | c8 білий слон · g8 біла тура · c7 чорний пішак · e7 білий кінь · f7 білий кінь · g7 чорний слон · h7 чорний пішак · d5 білий пішак · h5 білий король · c4 біла тура · e4 чорний слон · f4 чорний король · e3 чорна тура · f3 чорний пішак · h3 чорний кінь · f2 чорна тура · h2 білий пішак · c1 білий ферзь · e1 білий слон | 6 |
| 5 | c8 білий слон · g8 біла тура · c7 чорний пішак · e7 білий кінь · f7 білий кінь · g7 чорний слон · h7 чорний пішак · d5 білий пішак · h5 білий король · c4 біла тура · e4 чорний слон · f4 чорний король · e3 чорна тура · f3 чорний пішак · h3 чорний кінь · f2 чорна тура · h2 білий пішак · c1 білий ферзь · e1 білий слон | c8 білий слон · g8 біла тура · c7 чорний пішак · e7 білий кінь · f7 білий кінь · g7 чорний слон · h7 чорний пішак · d5 білий пішак · h5 білий король · c4 біла тура · e4 чорний слон · f4 чорний король · e3 чорна тура · f3 чорний пішак · h3 чорний кінь · f2 чорна тура · h2 білий пішак · c1 білий ферзь · e1 білий слон | c8 білий слон · g8 біла тура · c7 чорний пішак · e7 білий кінь · f7 білий кінь · g7 чорний слон · h7 чорний пішак · d5 білий пішак · h5 білий король · c4 біла тура · e4 чорний слон · f4 чорний король · e3 чорна тура · f3 чорний пішак · h3 чорний кінь · f2 чорна тура · h2 білий пішак · c1 білий ферзь · e1 білий слон | c8 білий слон · g8 біла тура · c7 чорний пішак · e7 білий кінь · f7 білий кінь · g7 чорний слон · h7 чорний пішак · d5 білий пішак · h5 білий король · c4 біла тура · e4 чорний слон · f4 чорний король · e3 чорна тура · f3 чорний пішак · h3 чорний кінь · f2 чорна тура · h2 білий пішак · c1 білий ферзь · e1 білий слон | c8 білий слон · g8 біла тура · c7 чорний пішак · e7 білий кінь · f7 білий кінь · g7 чорний слон · h7 чорний пішак · d5 білий пішак · h5 білий король · c4 біла тура · e4 чорний слон · f4 чорний король · e3 чорна тура · f3 чорний пішак · h3 чорний кінь · f2 чорна тура · h2 білий пішак · c1 білий ферзь · e1 білий слон | c8 білий слон · g8 біла тура · c7 чорний пішак · e7 білий кінь · f7 білий кінь · g7 чорний слон · h7 чорний пішак · d5 білий пішак · h5 білий король · c4 біла тура · e4 чорний слон · f4 чорний король · e3 чорна тура · f3 чорний пішак · h3 чорний кінь · f2 чорна тура · h2 білий пішак · c1 білий ферзь · e1 білий слон | c8 білий слон · g8 біла тура · c7 чорний пішак · e7 білий кінь · f7 білий кінь · g7 чорний слон · h7 чорний пішак · d5 білий пішак · h5 білий король · c4 біла тура · e4 чорний слон · f4 чорний король · e3 чорна тура · f3 чорний пішак · h3 чорний кінь · f2 чорна тура · h2 білий пішак · c1 білий ферзь · e1 білий слон | c8 білий слон · g8 біла тура · c7 чорний пішак · e7 білий кінь · f7 білий кінь · g7 чорний слон · h7 чорний пішак · d5 білий пішак · h5 білий король · c4 біла тура · e4 чорний слон · f4 чорний король · e3 чорна тура · f3 чорний пішак · h3 чорний кінь · f2 чорна тура · h2 білий пішак · c1 білий ферзь · e1 білий слон | 5 |
| 4 | c8 білий слон · g8 біла тура · c7 чорний пішак · e7 білий кінь · f7 білий кінь · g7 чорний слон · h7 чорний пішак · d5 білий пішак · h5 білий король · c4 біла тура · e4 чорний слон · f4 чорний король · e3 чорна тура · f3 чорний пішак · h3 чорний кінь · f2 чорна тура · h2 білий пішак · c1 білий ферзь · e1 білий слон | c8 білий слон · g8 біла тура · c7 чорний пішак · e7 білий кінь · f7 білий кінь · g7 чорний слон · h7 чорний пішак · d5 білий пішак · h5 білий король · c4 біла тура · e4 чорний слон · f4 чорний король · e3 чорна тура · f3 чорний пішак · h3 чорний кінь · f2 чорна тура · h2 білий пішак · c1 білий ферзь · e1 білий слон | c8 білий слон · g8 біла тура · c7 чорний пішак · e7 білий кінь · f7 білий кінь · g7 чорний слон · h7 чорний пішак · d5 білий пішак · h5 білий король · c4 біла тура · e4 чорний слон · f4 чорний король · e3 чорна тура · f3 чорний пішак · h3 чорний кінь · f2 чорна тура · h2 білий пішак · c1 білий ферзь · e1 білий слон | c8 білий слон · g8 біла тура · c7 чорний пішак · e7 білий кінь · f7 білий кінь · g7 чорний слон · h7 чорний пішак · d5 білий пішак · h5 білий король · c4 біла тура · e4 чорний слон · f4 чорний король · e3 чорна тура · f3 чорний пішак · h3 чорний кінь · f2 чорна тура · h2 білий пішак · c1 білий ферзь · e1 білий слон | c8 білий слон · g8 біла тура · c7 чорний пішак · e7 білий кінь · f7 білий кінь · g7 чорний слон · h7 чорний пішак · d5 білий пішак · h5 білий король · c4 біла тура · e4 чорний слон · f4 чорний король · e3 чорна тура · f3 чорний пішак · h3 чорний кінь · f2 чорна тура · h2 білий пішак · c1 білий ферзь · e1 білий слон | c8 білий слон · g8 біла тура · c7 чорний пішак · e7 білий кінь · f7 білий кінь · g7 чорний слон · h7 чорний пішак · d5 білий пішак · h5 білий король · c4 біла тура · e4 чорний слон · f4 чорний король · e3 чорна тура · f3 чорний пішак · h3 чорний кінь · f2 чорна тура · h2 білий пішак · c1 білий ферзь · e1 білий слон | c8 білий слон · g8 біла тура · c7 чорний пішак · e7 білий кінь · f7 білий кінь · g7 чорний слон · h7 чорний пішак · d5 білий пішак · h5 білий король · c4 біла тура · e4 чорний слон · f4 чорний король · e3 чорна тура · f3 чорний пішак · h3 чорний кінь · f2 чорна тура · h2 білий пішак · c1 білий ферзь · e1 білий слон | c8 білий слон · g8 біла тура · c7 чорний пішак · e7 білий кінь · f7 білий кінь · g7 чорний слон · h7 чорний пішак · d5 білий пішак · h5 білий король · c4 біла тура · e4 чорний слон · f4 чорний король · e3 чорна тура · f3 чорний пішак · h3 чорний кінь · f2 чорна тура · h2 білий пішак · c1 білий ферзь · e1 білий слон | 4 |
| 3 | c8 білий слон · g8 біла тура · c7 чорний пішак · e7 білий кінь · f7 білий кінь · g7 чорний слон · h7 чорний пішак · d5 білий пішак · h5 білий король · c4 біла тура · e4 чорний слон · f4 чорний король · e3 чорна тура · f3 чорний пішак · h3 чорний кінь · f2 чорна тура · h2 білий пішак · c1 білий ферзь · e1 білий слон | c8 білий слон · g8 біла тура · c7 чорний пішак · e7 білий кінь · f7 білий кінь · g7 чорний слон · h7 чорний пішак · d5 білий пішак · h5 білий король · c4 біла тура · e4 чорний слон · f4 чорний король · e3 чорна тура · f3 чорний пішак · h3 чорний кінь · f2 чорна тура · h2 білий пішак · c1 білий ферзь · e1 білий слон | c8 білий слон · g8 біла тура · c7 чорний пішак · e7 білий кінь · f7 білий кінь · g7 чорний слон · h7 чорний пішак · d5 білий пішак · h5 білий король · c4 біла тура · e4 чорний слон · f4 чорний король · e3 чорна тура · f3 чорний пішак · h3 чорний кінь · f2 чорна тура · h2 білий пішак · c1 білий ферзь · e1 білий слон | c8 білий слон · g8 біла тура · c7 чорний пішак · e7 білий кінь · f7 білий кінь · g7 чорний слон · h7 чорний пішак · d5 білий пішак · h5 білий король · c4 біла тура · e4 чорний слон · f4 чорний король · e3 чорна тура · f3 чорний пішак · h3 чорний кінь · f2 чорна тура · h2 білий пішак · c1 білий ферзь · e1 білий слон | c8 білий слон · g8 біла тура · c7 чорний пішак · e7 білий кінь · f7 білий кінь · g7 чорний слон · h7 чорний пішак · d5 білий пішак · h5 білий король · c4 біла тура · e4 чорний слон · f4 чорний король · e3 чорна тура · f3 чорний пішак · h3 чорний кінь · f2 чорна тура · h2 білий пішак · c1 білий ферзь · e1 білий слон | c8 білий слон · g8 біла тура · c7 чорний пішак · e7 білий кінь · f7 білий кінь · g7 чорний слон · h7 чорний пішак · d5 білий пішак · h5 білий король · c4 біла тура · e4 чорний слон · f4 чорний король · e3 чорна тура · f3 чорний пішак · h3 чорний кінь · f2 чорна тура · h2 білий пішак · c1 білий ферзь · e1 білий слон | c8 білий слон · g8 біла тура · c7 чорний пішак · e7 білий кінь · f7 білий кінь · g7 чорний слон · h7 чорний пішак · d5 білий пішак · h5 білий король · c4 біла тура · e4 чорний слон · f4 чорний король · e3 чорна тура · f3 чорний пішак · h3 чорний кінь · f2 чорна тура · h2 білий пішак · c1 білий ферзь · e1 білий слон | c8 білий слон · g8 біла тура · c7 чорний пішак · e7 білий кінь · f7 білий кінь · g7 чорний слон · h7 чорний пішак · d5 білий пішак · h5 білий король · c4 біла тура · e4 чорний слон · f4 чорний король · e3 чорна тура · f3 чорний пішак · h3 чорний кінь · f2 чорна тура · h2 білий пішак · c1 білий ферзь · e1 білий слон | 3 |
| 2 | c8 білий слон · g8 біла тура · c7 чорний пішак · e7 білий кінь · f7 білий кінь · g7 чорний слон · h7 чорний пішак · d5 білий пішак · h5 білий король · c4 біла тура · e4 чорний слон · f4 чорний король · e3 чорна тура · f3 чорний пішак · h3 чорний кінь · f2 чорна тура · h2 білий пішак · c1 білий ферзь · e1 білий слон | c8 білий слон · g8 біла тура · c7 чорний пішак · e7 білий кінь · f7 білий кінь · g7 чорний слон · h7 чорний пішак · d5 білий пішак · h5 білий король · c4 біла тура · e4 чорний слон · f4 чорний король · e3 чорна тура · f3 чорний пішак · h3 чорний кінь · f2 чорна тура · h2 білий пішак · c1 білий ферзь · e1 білий слон | c8 білий слон · g8 біла тура · c7 чорний пішак · e7 білий кінь · f7 білий кінь · g7 чорний слон · h7 чорний пішак · d5 білий пішак · h5 білий король · c4 біла тура · e4 чорний слон · f4 чорний король · e3 чорна тура · f3 чорний пішак · h3 чорний кінь · f2 чорна тура · h2 білий пішак · c1 білий ферзь · e1 білий слон | c8 білий слон · g8 біла тура · c7 чорний пішак · e7 білий кінь · f7 білий кінь · g7 чорний слон · h7 чорний пішак · d5 білий пішак · h5 білий король · c4 біла тура · e4 чорний слон · f4 чорний король · e3 чорна тура · f3 чорний пішак · h3 чорний кінь · f2 чорна тура · h2 білий пішак · c1 білий ферзь · e1 білий слон | c8 білий слон · g8 біла тура · c7 чорний пішак · e7 білий кінь · f7 білий кінь · g7 чорний слон · h7 чорний пішак · d5 білий пішак · h5 білий король · c4 біла тура · e4 чорний слон · f4 чорний король · e3 чорна тура · f3 чорний пішак · h3 чорний кінь · f2 чорна тура · h2 білий пішак · c1 білий ферзь · e1 білий слон | c8 білий слон · g8 біла тура · c7 чорний пішак · e7 білий кінь · f7 білий кінь · g7 чорний слон · h7 чорний пішак · d5 білий пішак · h5 білий король · c4 біла тура · e4 чорний слон · f4 чорний король · e3 чорна тура · f3 чорний пішак · h3 чорний кінь · f2 чорна тура · h2 білий пішак · c1 білий ферзь · e1 білий слон | c8 білий слон · g8 біла тура · c7 чорний пішак · e7 білий кінь · f7 білий кінь · g7 чорний слон · h7 чорний пішак · d5 білий пішак · h5 білий король · c4 біла тура · e4 чорний слон · f4 чорний король · e3 чорна тура · f3 чорний пішак · h3 чорний кінь · f2 чорна тура · h2 білий пішак · c1 білий ферзь · e1 білий слон | c8 білий слон · g8 біла тура · c7 чорний пішак · e7 білий кінь · f7 білий кінь · g7 чорний слон · h7 чорний пішак · d5 білий пішак · h5 білий король · c4 біла тура · e4 чорний слон · f4 чорний король · e3 чорна тура · f3 чорний пішак · h3 чорний кінь · f2 чорна тура · h2 білий пішак · c1 білий ферзь · e1 білий слон | 2 |
| 1 | c8 білий слон · g8 біла тура · c7 чорний пішак · e7 білий кінь · f7 білий кінь · g7 чорний слон · h7 чорний пішак · d5 білий пішак · h5 білий король · c4 біла тура · e4 чорний слон · f4 чорний король · e3 чорна тура · f3 чорний пішак · h3 чорний кінь · f2 чорна тура · h2 білий пішак · c1 білий ферзь · e1 білий слон | c8 білий слон · g8 біла тура · c7 чорний пішак · e7 білий кінь · f7 білий кінь · g7 чорний слон · h7 чорний пішак · d5 білий пішак · h5 білий король · c4 біла тура · e4 чорний слон · f4 чорний король · e3 чорна тура · f3 чорний пішак · h3 чорний кінь · f2 чорна тура · h2 білий пішак · c1 білий ферзь · e1 білий слон | c8 білий слон · g8 біла тура · c7 чорний пішак · e7 білий кінь · f7 білий кінь · g7 чорний слон · h7 чорний пішак · d5 білий пішак · h5 білий король · c4 біла тура · e4 чорний слон · f4 чорний король · e3 чорна тура · f3 чорний пішак · h3 чорний кінь · f2 чорна тура · h2 білий пішак · c1 білий ферзь · e1 білий слон | c8 білий слон · g8 біла тура · c7 чорний пішак · e7 білий кінь · f7 білий кінь · g7 чорний слон · h7 чорний пішак · d5 білий пішак · h5 білий король · c4 біла тура · e4 чорний слон · f4 чорний король · e3 чорна тура · f3 чорний пішак · h3 чорний кінь · f2 чорна тура · h2 білий пішак · c1 білий ферзь · e1 білий слон | c8 білий слон · g8 біла тура · c7 чорний пішак · e7 білий кінь · f7 білий кінь · g7 чорний слон · h7 чорний пішак · d5 білий пішак · h5 білий король · c4 біла тура · e4 чорний слон · f4 чорний король · e3 чорна тура · f3 чорний пішак · h3 чорний кінь · f2 чорна тура · h2 білий пішак · c1 білий ферзь · e1 білий слон | c8 білий слон · g8 біла тура · c7 чорний пішак · e7 білий кінь · f7 білий кінь · g7 чорний слон · h7 чорний пішак · d5 білий пішак · h5 білий король · c4 біла тура · e4 чорний слон · f4 чорний король · e3 чорна тура · f3 чорний пішак · h3 чорний кінь · f2 чорна тура · h2 білий пішак · c1 білий ферзь · e1 білий слон | c8 білий слон · g8 біла тура · c7 чорний пішак · e7 білий кінь · f7 білий кінь · g7 чорний слон · h7 чорний пішак · d5 білий пішак · h5 білий король · c4 біла тура · e4 чорний слон · f4 чорний король · e3 чорна тура · f3 чорний пішак · h3 чорний кінь · f2 чорна тура · h2 білий пішак · c1 білий ферзь · e1 білий слон | c8 білий слон · g8 біла тура · c7 чорний пішак · e7 білий кінь · f7 білий кінь · g7 чорний слон · h7 чорний пішак · d5 білий пішак · h5 білий король · c4 біла тура · e4 чорний слон · f4 чорний король · e3 чорна тура · f3 чорний пішак · h3 чорний кінь · f2 чорна тура · h2 білий пішак · c1 білий ферзь · e1 білий слон | 1 |
|   | a | b | c | d | e | f | g | h |   |

FEN: 2B3R1/2p1NNbp/8/3P3K/2R1bk2/4rp1n/5r1P/2Q1B3
1. d6?  ~ 2. Sd5#
1. ... Rd2 прямий захист  2. Bg3#
1. ... Bd4 розв'язування   2. Rg4#, 1. ... с6!
1. Bf5? ~ 2. Re4#
1. ... Rd2 розв'язування   2. Bg3#
1. ... Bd4 перекриття       2. Rg4#, 1. ... Bh2!
1. Sf5! ~ 2. Qe3#
1. ... Rd2 перекриття       2. Bg3#
1. ... Bd4 прямий захист  2. Rg4#